# Enric Pla i Ballester
Enric Pla i Ballester (Ontinyent, 25 de març de 1922-1988) va ser un arqueòleg valencià, especialista en el Neolític, la cultura del Bronze al País Valencià i la cultura ibèrica, considerat un investigador de camp i home de ciència.
Va ser sotsdirector del Servei d'Investigació Prehistòrica entre 1950 i 1982, i director entre 1982 i 1988.

## Biografia
Va ser el major de tres germans, va viure a Gandia, Oliva i València, on va cursar els estudis de batxillerat en l'Institut-Escola de València fins que la Guerra Civil els va interrompre; va poder finalitzar-los en acabar el conflicte, ja en l'Institut Lluís Vives de la ciutat. De xic, amb son tio Isidre Ballester, jurista i arqueòleg, va començar a conèixer els jaciments arqueològics i a interessar-se per l'estudi de la prehistòria quan l'acompanyava a les expedicions del Servei d'Investigació Prehistòrica. En 1941 va iniciar els estudis de Filosofia i Lletres a la Universitat de Madrid, però problemes econòmics li van impedir continuar-los. Dos anys més tard, seguint de nou els passos de son tio, va iniciar els estudis de Dret a la Universitat de València, que va concloure en 1948.
Durant els seus anys de formació jurídica, continua vinculat al món de l'arqueologia. En 1942 es va vincular al Servei d'Investigació Prehistòrica (SIP) de la Diputació de València i va començar a treballar com a agregat en les excavacions on ho fan el propi Ballester, fundador de la institució, Lluís Pericot i José Alcàsser Grau. Abans de finalitzar Dret, va excavar i va documentar minuciosament els treballs en la Cova de les Meravelles de Gandia (1946) i va publicar un extracte dels treballs realitzats pel SIP i els professionals vinculats al mateix en el període 1929-1945 (1947), primer a la seua classe i que servirà de base per a futures actuacions i sistematitzar els treballs. També col·laborarà amb el Laboratori d'Arqueologia de la Universitat de València. Una vegada finalitzats els seus estudis, va guanyar per oposició la plaça de sotsdirector del Servei d'Investigació Prehistòrica, cosa que li va permetre unir el seu futur professional amb l'arqueologia. També dins de la Prehistòria valenciana va excavar jaciments com del Barranc Blanc.

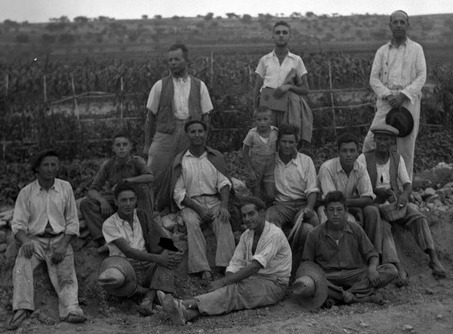
Ereta del Pedregal, Navarrés, 1942. Enric Pla està dalt al centre.

Entre 1950 i 1975, a més de treballar com a sotsdirector del SIP, va destacar pels seus treballs de camp com els de el poblat ibèric del Tossal de Sant Miquel a Llíria i la fortificació romana de la Punta de l'Illa a Cullera; la ciutat emmurallada iberorromana de la Moleta dels Frares, les coves-refugio amb restes neolítics en L'Alcúdia de Crespins, les successives campanyes en el poblat ibèric dels Villares, a Caudete de las Fuentes, passant pels poblats ibèrics en L'Alcúdia o Moixent, els poblats de cultura del Bronze a Rafelbunyol o Alzira, o els abrics de pintures rupestres de l'arc llevantí a Bicorb, entre molts, tots ells al costat d'altres destacats arqueòlegs com Domingo Fletcher o Miquel Tarradell. A esta activitat realitzada bàsicament a València, va sumar excavacions a Itàlia amb l'Escola Espanyola d'Història i Arqueologia a Roma o com a membre de la missió arqueològica d'Espanya a Perú per als treballs en el districte de Chinchero.
En 1982, ja com a director del SIP, va vore com, finalment, s'instal·lava el Museu de Prehistòria de València a l'antiga Casa de Beneficència.
Ponent en nombrosos congressos, va destacar per ser-ho en alguns pioners a Espanya com el I Congrés Nacional d'Arqueologia en (Madrid, 1951); el Primer Congrés d'Història del País Valencià (València, 1971); I Simposi sobre l'Origen de la Cultura Ibèrica (Barcelona, 1977) o les Primeres Jornades d'Arqueologia del País Valencià (Universitat d'Alacant, 1983). Va ser també autor de nombrosos articles en revistes especialitzades i de diversos llibres, com el Repertori de Bibliografia Arqueológica Valenciana, publicat en deu volums entre 1951 i 1990 i del que va ser coautor en tots ells; l'estudi Corpus Vasorum Hispanorum. Ceràmica del Turó de San Miguel (Llíria) (1954), juntament amb Ballester, Domingo Fletcher, Francisco Jordá Cerdà i José Alcàsser o La Cultura Ibèrica (València, 1985).
Va ser membre de diferents institucions com de l'Institut Español d'Arqueologia «Rodrigo Car» (CSIC), de la comissió assessora d'arqueologia de la Conselleria de Cultura, Educació i Ciència de la Generalitat Valenciana, de la Société Préhistorique d'Arieja i de la Institució Alfons el Magnànim, entre d'altres. Va ser guardonat amb el Premi Martorell d'Arqueologia (Ajuntament de Barcelona, 1957) ex aequo amb Domingo Fletcher i José Alcàsser i el Premi Jaume I de l'Institut d'Estudis Catalans en 1966, entre altres reconeixements.